# Santa Bárbara (Guatemala)
Santa Bárbara (en honor a su santa patrona Bárbara de Nicomedia) es un municipio del departamento de Huehuetenango de la región nor-occidente de la República de Guatemala.  En los años 2010, Santa Bárbara era considerado el municipio con menos recursos económicos de todo el país.
El área ocupada por Santa Bárbara perteneció al imperio del Rey Mam K'ayb'il B'alam en la época prehispánica; tras la conquista de Guatemala en 1524, fue fundado por los frailes dominicos quienes posteriormente lo cedieron junto con el resto de sus doctrinas más occidentales a los frailes mercedarios, y a partir de entonces fue una doctrina del convento de Santa Ana Malacatán.  En 1754 los mercedarios tuvieron que entregar sus doctrinas al clero secular y Santa Bárbara pasó a ser parte del curato de Malacán en la provincia y Alcaldía Mayor de Totonicapam.
Tras la Independencia de Centroamérica en 1821, perteneció al departamento Totonicapán/Huehuetenango y luego formó parte del efímero Estado de Los Altos que fue creado por los criollos liberales en 1838.  Este estado fue recuperado por la fuerza y reintegrado al Estado de Guatemala por el general conservador Rafael Carrera en 1840.
El municipio de San Ildefonso Ixtahuacán se convirtió en el centro de comercio principal de Santa Bárbara cuando se descubrieron minas de minerales en ese lugar el 15 de julio de 1958.

## Toponimia
Muchos de los nombres de los municipios y poblados de Guatemala constan de dos partes: el nombre del santo católico que se venera el día en que fueron fundados y una descripción con raíz náhuatl; esto se debe a que las tropas que invadieron la región en la década de 1520 al mando de Pedro de Alvarado estaban compuestas por soldados españoles y por indígenas tlaxcaltecas y cholultecas.  En algunos casos, los poblados solamente conservan el nombre del santo patrono, como en el caso de Santa Bárbara, que fue nombrada en honor Bárbara de Nicomedia.

## Demografía
El municipio tiene una población aproximada de 44 809 habitantes, de los cuales 47 % son hombres y 53 % son mujeres, según el censo de Población del año 2018, con una densidad de 339 personas por kilómetro cuadrado. Existe una población inferior indígena de la etnia mam representando el 2 % de la población total, y el 98% es población ladina.

## Geografía física
El municipio de Santa Bárbara tiene una extensión territorial de 132 km².

### Ubicación geográfica
Se encuentra a una distancia de 23 km de la cabecera departamental Huehuetenango y a 283 km de la Ciudad de Guatemala.
- Norte: San Sebastián Huehuetenango y San Rafael Pétzal, municipios del departamento de Huehuetenango
- Este: Malacatancito y San Sebastián Huehuetenango, municipios del departamento de Huehuetenango
- Oeste: San Gaspar Ixchil y Colotenango, municipios del departamento de Huehuetenango
- Sur: San Miguel Ixtahuacán, municipio del departamento de Huehuetenango y Sipacapa, municipio del departamento de San Marcos.[8]

|                                      | Norte: San Sebastián Huehuetenango San Rafael Pétzal |                                                 |
| Oeste: San Gaspar Ixchil Colotenango |                                                      | Este: Malacatancito San Sebastián Huehuetenango |
|                                      | Sur: San Miguel Ixtahuacán Sipacapa                  |                                                 |

## Gobierno municipal
Los municipios se encuentran regulados en diversas leyes de la República, que establecen su forma de organización, lo relativo a la conformación de sus órganos administrativos y los tributos destinados para los mismos.  Aunque se trata de entidades autónomas, se encuentran sujetos a la legislación nacional y las principales leyes que los rigen desde 1985 son:
| N.º | Ley                                                | Descripción |
| --- | -------------------------------------------------- | --- |
| 1   | Constitución Política de la República de Guatemala | Tiene una regulación legal específica para los municipios en los artículos 253 al 262. |
| 2   | Ley Electoral y de Partidos Políticos              | Ley de carácter constitucional aplicable a los municipios en el tema de la conformación de sus autoridades electas. |
| 3   | Código Municipal                                   | Decreto 12-2002 del Congreso de la República de Guatemala. Tiene la categoría de ley ordinaria y contiene preceptos generales aplicables a todos los municipios, e inclusive contiene legislación referente a la creación de los municipios.             |
| 4   | Ley de Servicio Municipal                          | Decreto 1-87 del Congreso de la República de Guatemala. Regula las relaciones entra la municipalidad y los servidores públicos en materia laboral. Tiene su base constitucional en el artículo 262 de la constitución que ordena la emisión de la misma. |
| 5   | Ley General de Descentralización                   | Decreto 14-2002 del Congreso de la República de Guatemala. Regula el deber constitucional del Estado, y por ende del municipio, de promover y aplicar la descentralización y desconcentración económica y administrativa.                                |

El gobierno de los municipios está a cargo de un Concejo Municipal mientras que el código municipal —ley ordinaria que contiene disposiciones que se aplican a todos los municipios— establece que «el concejo municipal es el órgano colegiado superior de deliberación y de decisión de los asuntos municipales […] y tiene su sede en la circunscripción de la cabecera municipal»; el artículo 33 del mencionado código establece que «[le] corresponde con exclusividad al concejo municipal el ejercicio del gobierno del municipio».
El concejo municipal se integra con el alcalde, los síndicos y concejales, electos directamente por sufragio universal y secreto para un período de cuatro años, pudiendo ser reelectos.
Existen también las Alcaldías Auxiliares, los Comités Comunitarios de Desarrollo (COCODE), el Comité Municipal del Desarrollo (COMUDE), las asociaciones culturales y las comisiones de trabajo. Los alcaldes auxiliares son elegidos por las comunidades de acuerdo a sus principios y tradiciones, y se reúnen con el alcalde municipal el primer domingo de cada mes, mientras que los Comités Comunitarios de Desarrollo y el Comité Municipal de Desarrollo organizan y facilitan la participación de las comunidades priorizando necesidades y problemas.
Los alcaldes que ha habido en el municipio son:
- 2012-2016: Santiago Sales Sales[11]

## Historia
El poblado de Santa Bárbara está ubicada en la sierra de los Cuchumatanes y existe como tal desde la época colonial. Su templo católico tiene las características de la época colonial, por lo que hace suponer que su asentamiento data de principios de la misma. Se considera que fue conquistada por las huestes de Gonzalo de Alvarado y sometida como todos los territorios que formaban el reino de Kaibil Balam.

### Época colonial
De acuerdo con la investigación documental aún se desconoce la fecha en la que Santa Bárbara se estableció de manera formal como pueblo o acuerdo que lo proclame. Sin embargo, se cree que su origen se remonta al xvii, antes de 1690, se menciona en la obra Recordación Florida del cronista Francisco Antonio de Fuentes y Guzmán que el poblado, cuyos habitantes eran de raza y habla mam, estaban dentro de la administración real de Totonicapán:
| En su camino, aunque a distancia de cinco leguas de Huehuetenango, no es fácil de emprender en todos los tiempos, porque además de estar compuesto su terreno de pedregales y de greda arcilla y roca, se hace su senda y su jornada de un monte de inmensa celestidad y gran despejo, sin arboleda ni padrastro que le defienda del viento, por cuya causa y de la propia naturaleza de su clima es figidísima y lo demás de la región de este sitio. Riegan cortas aguas de delgadas venas al territorio de este pueblo, que es falto y muy escaso de frutos, aún del maíz, suele ser muy preciso. —Francisco Antonio de Fuentes y Guzmán Recordación Florida |

### Visita del arzobispo Pedro Cortés y Larraz en 1770

Escudo
mercedario.

La fundación del poblado fue realizada por los sacerdotes dominicos en los primeros años de la época colonial y luego que éstos frailes cambiaran sus doctrinas más occidentales con los mercedarios, fue una doctrina que pertenecía al convento mercedario de Santa Ana de Malacatán.  En 1754 los dominicos tuvieron que entregar sus doctrinas al clero secular y Santa Bárbara quedó como parte del curato de Malacatán en la provincia y Alcaldía Mayor de Totonicapam; junto con Santa Bárbara, eran parte de este curato Colotenango, Istaguacán, San Gaspar Ixchil y San Ramón.  En su visita pastoral de 1770, el arzobispo Pedro Cortés y Larraz reportó que en Santa Bárbara vivían doscientas ochenta y cuatro familias indígenas con un total de setecientos sesenta y un personas.

### Tras la Independencia de Centroamérica
Tras la Independencia de Centroamérica, la constitución política del Estado de Guatemala decretada el 11 de octubre de 1825 dividió al Estado en once distritos para la impartición de justicia; de esta cuenta, Santa Bárbara era parte del circuito de Huehuetenango en el distrito N.º 9 (Totonicapán) junto con Huehuetenango, Chiantla, Nectá y Usumacinta,  Todos Santos y San Martín, Chalchitán, la Cordillera, Moscoso, Aguacatán, el Trapichillo, Guaylá, Colotenango, San Ildefonso Ixtahuacán, Ichil, Malacatán, San Ramón, San Lorenzo, Santa Isabel, San Sebastián, San Juan Atitán y Santiago Chimaltenango.

### El efímero Estado de Los Altos

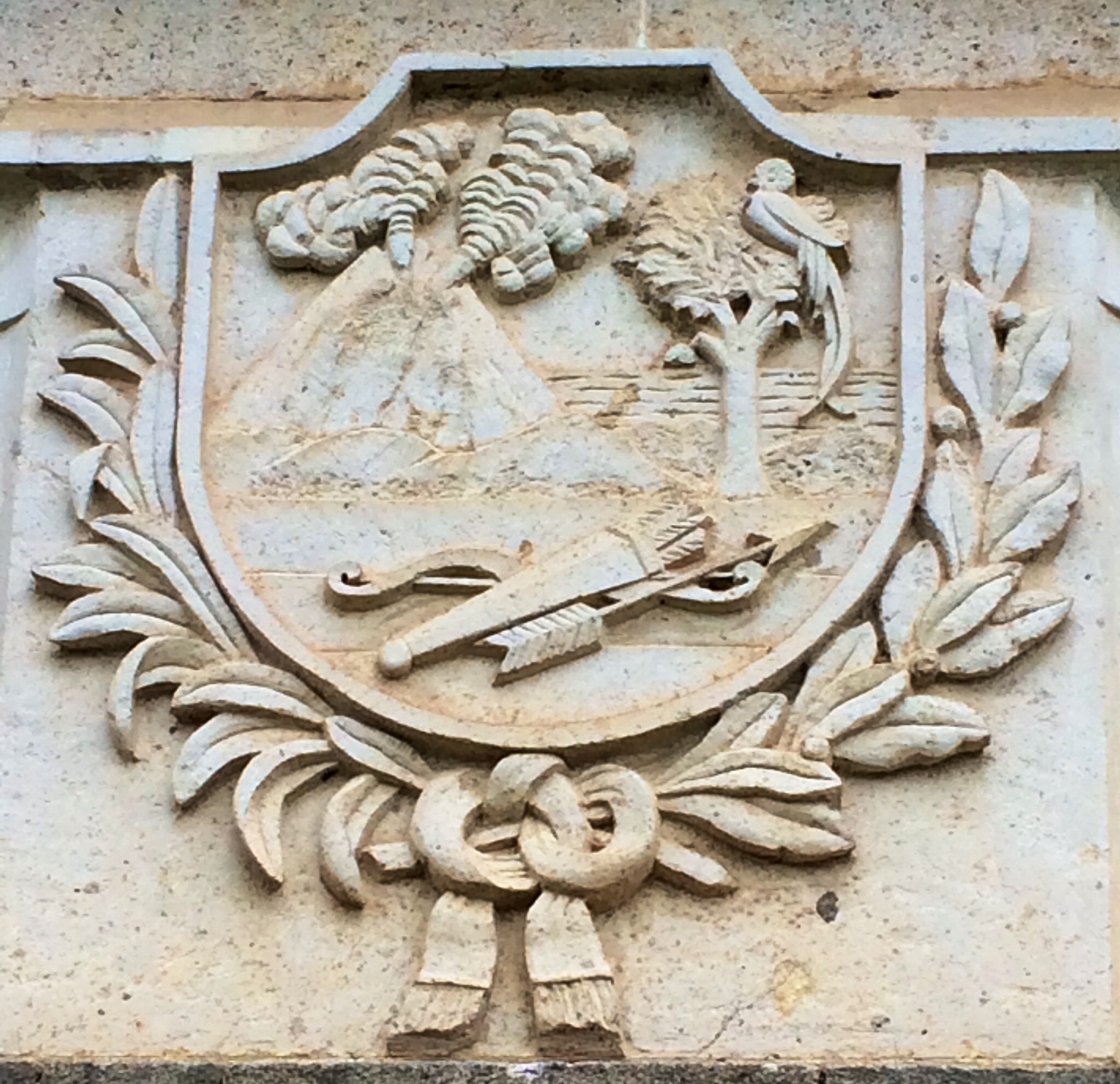
Escudo del Estado de los Altos

A partir del 3 de abril de 1838, Santa Bárbara estuvo de la región que formó el efímero Estado de Los Altos y que forzó a que el Estado de Guatemala se reorganizara en siete departamentos y dos distritos independientes el 12 de septiembre de 1839: 
- Departamentos: Chimaltenango, Chiquimula, Escuintla, Guatemala, Mita, Sacatepéquez, y Verapaz
- Distritos: Izabal y Petén[17]

La región occidental de la actual Guatemala había mostrado intenciones de obtener mayor autonomía con respecto a las autoridades de la ciudad de Guatemala desde la época colonial, pues los criollos de la localidad consideraban que los criollos capitalinos que tenían el monopolio comercial con España no les daban un trato justo.  Pero este intento de secesión fue aplastado por el general Rafael Carrera, quien reintegró al Estado de Los Altos al Estado de Guatemala en 1840.

### Tras la Reforma Liberal
La Municipalidad ha indicado que los ejidos del Municipio están en el título extendido por el gobierno del general Manuel Lisandro Barillas el 5 de junio de 1888, con extensión superficial de 196 caballerías, 33 manzanas y 3,625 varas cuadradas.

### Demarcación política de Guatemala de 1902
En 1902, el gobierno del licenciado Manuel Estrada Cabrera publicó la Demarcación Política de la República, y en ella se describe así a Santa Bárbara: «su cabecera es el pueblo del mismo nombre, a 20 km distante de Huehuetenango, cuya extensión es de 194 cabellerías y 20 manzanas. Su clima es frío en unas partes y templado en otras, pero sano.  Sus principales cultivos son: maíz, frijol, habas y papas.  Sus habitantes se dedican a la fabricación de carbón y artículos de lana. También cultivan caña de azúcar pero en muy pequeña escala. Está limitado: al Norte, por el municipio de San Sebastián; al Sur, por el de Sipacapa; al Oriente, por el de Huehuetenango y al Occidente, por el de San Gaspar Ixchil».
Según Acuerdo Gubernativo del 12 de mayo de 1904, con presencia de lo manifestado por el Jefe Político de Huehuetenango, el presidente de la República, licenciado Manuel Estrada Cabrera, dispuso que Santa Bárbara formara parte de Malacatán, en el mismo departamento.  Posteriormente, la localidad recuperó la categoría de municipio.

### Minas de San Ildefonso Ixtahuacán
El municipio de San Ildefonso Ixtahuacán se convirtió en el centro de comercio principal de los municipios de Cuilco, Colotenango, San Sebastián Huehuetenango, San Rafael Petzal, Santa Bárbara, Concepción Tutuapa, San Gaspar Ixchil y San Pedro Necta cuando se descubrieron unas minas el 15 de julio de 1958.  Inmediatamente se comenzaron a pedir los derechos de explotación de las minas y el 6 de octubre de 1960 se les fue otorgada; durante las décadas de 1970 y 1980 la región cobró mucha relevancia gracias a las minas «La Florida» y «Los Lirios».

### Guerra Civil de Guatemala
En el límite con San Gaspar Ixchil y San Rafael Pétzal, existía anteriormente una cruz de madera, la cual fue quemada; a partir de allí se le dio el nombre a la aldea Cruz Quemada. El Municipio ha sufrido diversos e importantes sucesos que han afectado a la población de varias formas, por ejemplo: En el año 1978 se dio un problema entre miembros del ejército y un grupo de habitantes de Santa Bárbara, después de un partido de fútbol, lincharon a 12 miembros del ejército y se cree que murió una persona civil.

### Retiro del Juzgado de Paz
El incidente que provocó el retiro del Juzgado de Paz y de la Policía Nacional Civil de la cabecera municipal, se dio el 31 de octubre del año 2002, cuando se produjo la muerte de un agente de la Policía Nacional Civil, existen varias versiones sobre el suceso, según entrevista realizada con la persona que ejercía el cargo de juez en el Municipio, manifestó que el evento se debió a exacciones de carácter ilegal por parte de agentes de la Policía Nacional Civil presuntamente por el corte ilegal de leña.